# Селеніца
Селеніца (алб. Selenicë або Selenica) — місто на півдні Албанії, за 15 кілометрів на північний схід від Вльори. У муніципалітеті живе 2235 осіб (перепис 2011 року). Селеніца входить до округу Вльора.
Селеніца розташована на західному березі річки Вйоса, за кілька кілометрів угору за течією від злиття з Шушицею. Назва міста вперше письмово згадується у XVI столітті.
Родовища бітума і нафти біля Селеніци були відомі ще у давнину. Бітум використовувався по всьому Середземномор'ю для масляних ламп.
Нині у маленькому шахтарському містечку є середня школа, дві початкові школи та оздоровчий центр. У Селеніці проживає громада арумунів, які оселилися у цьому регіоні.